# Écomusée du Montmorillonnais
 (avril 2018).
L' écomusée du Montmorillonnais est une association loi de 1901 qui a pour but de parler du territoire de la communauté de communes Vienne et Gartempe (anciennement Pays montmorillonnais). Elle vise à aborder l'homme dans son milieu, à faire connaitre ses interactions avec celui-ci. 

## Histoire
L'écomusée du Montmorillonnais est une association loi 1901 (à but non lucratif) créée en 1987. Le projet est né en 1985 et est financé par le SIDEM et la région Poitou-Charentes. 
Depuis 2008, l'écomusée du Montmorillonnais diffuse ses connaissances auprès du grand public avec l'achat, la rénovation et l'ouverture du site de Juillé, au lieu-dit Juillé 86500 Saulgé. 

## Missions
L'écomusée du Montmorillonnais est composé de trois salariés et de services civiques et dispose d'un budget de 200 000 euros. Il effectue plusieurs missions :
- récolte de données,
- transmission de données avec des conférences et animations,
- valorisation du territoire,
- interventions pédagogiques auprès de classes du patrimoine, de scolaires,
- animations pour petits et grands pendant les vacances,
- publications d'ouvrages sur le territoire,
- création d'expositions temporaires,
- participation à la vie du territoire : Jardin Passion, Salon du Tourisme, Journée du Patrimoine.

## Site de Juillé
Après avoir acheté le domaine agricole en déprise de Juillé, l'écomusée du Montmorillonnais a ouvert un centre d'interprétation de l'histoire rurale du territoire visant à montrer et à expliquer à toute personne le territoire qui l'entoure et ses interactions avec l'homme.
Le site de Juillé est composé de dix salles où sont abordés plusieurs thèmes :
- géologie,
- milieu naturel,
- habitat et architecture,
- toponymie,
- agriculture et métayage,
- élevage ovin,
- artisanat,
- ferme de Juillé : histoire, origine,
- La vie quotidienne d'autrefois : lessive, nourriture, meubles, conservation des aliments[3].